# Iwan Władyczenko
Iwan Maksimowicz Władyczenko (ros. Иван Максимович Владыченко, ur. 16 stycznia 1924 we wsi Mokryj Jelanczik w guberni donieckiej, zm. 19 sierpnia 2022) – radziecki działacz partyjny narodowości ukraińskiej.

## Życiorys
W 1941 powołany do Armii Czerwonej, uczestnik wojny z Niemcami na Froncie Kalinińskim i 1 Froncie Nadbałtyckim, od 1943 w WKP(b). W 1945 został zdemobilizowany, w latach 1946–1951 studiował w Donieckim Instytucie Industrialnym, 1951–1952 był pracownikiem kopalni trustu „Czistiakowantracyt” w obwodzie donieckim, 1952–1953 II sekretarzem Czistiakowskiego Komitetu Miejskiego KP(b)U/KPU (obwód doniecki), 1953–1959 zajmował stanowisko I sekretarza Śnieżniańskiego Komitetu Rejonowego KPU (obwód doniecki). Od 1959 do listopada 1964 przewodniczący KC Związku Zawodowego Robotników Przemysłu Węglowego, od 31 października 1961 do 29 marca 1966 członek Centralnej Komisji Rewizyjnej KPZR, od listopada 1964 do maja 1981 sekretarz Wszechzwiązkowej Centralnej Rady Związków Zawodowych, od 8 kwietnia 1966 do 2 lipca 1990 zastępca członka KC KPZR. Od maja do lipca 1981 przewodniczący Komitetu ds. Nadzoru nad Bezpiecznym Zarządzaniem w Przemyśle i Nadzoru Górniczego, od lipca 1981 do czerwca 1989 przewodniczący Państwowego Komitetu ZSRR ds. Nadzoru nad Bezpiecznym Zarządzaniem w Przemyśle i Nadzoru Górniczego, następnie na emeryturze.

## Odznaczenia
- Order Rewolucji Październikowej
- Order Wojny Ojczyźnianej I klasy
- Order Czerwonego Sztandaru Pracy
- Order „Znak Honoru” (dwukrotnie)